# Marc Livi Drus Libó
Marc Livi Drus Libó (en llatí: Marcus Livius Drusus Libo) va ser un magistrat romà del segle i aC que va ser cònsol l'any 15 aC.
Sembla que era fill de Luci Escriboni Libó, però va ser adoptat per Marc Livi Drus Claudià i a partir de llavors adoptà el seu nom, incorporant el seu cognom de naixement. Com a conseqüència, Lívia Drusil·la, emperadriu i esposa d'August, era la seva adoptiva. D'altra banda, la seva tia Escribònia, germana del seu pare, era la primera esposa d'August, de manera que les seves connexions familiars eren privilegiades.
Va ser edil curul probablement el 28 aC, poc abans de l'acabament del Panteó, i segurament és la persona que Plini el Vell diu que va organitzar uns jocs a Roma quan l'arquitecte Valeri d'Òstia va construir un teatre cobert. Va ser cònsol l'any 15 aC.
Hi ha una moneda de plata rara de Drus Libó que conté a l'anvers un cap nu, suposadament el seu cap, que per altres seria el del seu pare adoptiu. Al revers hi ha una cadira curul, entre cornucòpies i branques d'oliver, amb la llegenda «M. LIVI DRUSUS LIBO, L. F.», encapçalada per les paraules «Ex. S.C.».
El seu fill Luci Escriboni Libó Drus va ser un dels conspiradors contra Tiberi.